# Višnëvoe (Oblast' di Penza)
Višnëvoe è un villaggio della Russia.
Fondato come Goljaevka, ha preso l'attuale nome nel 1952.